# 苏岛安息香
苏岛安息香是安息香科安息香属植物，产自苏门答腊和马来半岛。作为苏门答腊安息香的主要来源，其香树脂品质要优于黏脂安息香；后者所产的苏门答腊安息香黏性大，容易沾染较多杂质。